# Coca-Cola Life
Coca-Cola Life fue un refresco de The Coca-Cola Company lanzado en Argentina en junio de 2013 y en Chile en noviembre de ese año. Fue creado en Argentina y Chile conjuntamente, tras cinco años de investigación realizada entre ambos países.
Es la primera versión de la familia en utilizar al mismo tiempo Stevia y azúcar como endulzantes. Coca-Cola Life fue lanzada en el  Reino Unido en agosto de 2014, en Estados Unidos, México y Suecia en septiembre de 2014. En Bélgica, Francia, Estonia, Alemania, Países Bajos y Noruega está disponible desde enero de 2015 y en Suiza, y Uruguay desde febrero de 2015, y en Japón desde marzo de  2015.  En Australia, Nueva Zelanda y Ecuador fue lanzada en abril de 2015. En Colombia llegó en 2016
Es una versión baja en calorías de Coca-Cola, tiene 36kcal/200mL (en Europa 27kcal/100mL), una reducción del 40 % (37 %) de las calorías comparado con la versión clásica del refresco. Coca-Cola Life tenía intenciones de coexistir con Coca-Cola Light y Coca-Cola Zero en el mercado argentino, chileno y mexicano.
A mediados de 2014, Coca-Cola de Argentina modificó la receta del producto reemplazando el azúcar común por azúcar extraída directamente de caña. El cambio tuvo como objetivo intentar captar nuevamente consumidores debido a que la fórmula anterior no tuvo el éxito esperado.
A principios del año 2019 el producto fue descontinuado sorpresivamente en el mercado en todos los países donde tenía presencia dicho producto.